# Al Bayane
Al Bayane (arabe : البيان, Le Manifeste) est le quotidien francophone du Parti du progrès et du socialisme. Son homologue en arabe est Bayane Al Yaoume.
En 2013, le quotidien Al Bayane crée le premier prix littéraire Franco-Marocain. Le prix créé par Omri Ezrati, chroniqueur littéraire au journal, est parrainé par l'écrivain français Gilles Paris.

## Prix Al Bayane 2013
Le premier Prix Al Bayane a récompensé le 11 octobre les lauréats suivants :
- Prix Spécial du Jury : Pascal Marmet pour son roman Le Roman du Parfum aux Éditions du Rocher
- Prix du roman 2013 : Janine Boissard pour son roman Chuuut ! aux éditions Robert Laffont
- Prix du premier roman 2013 : Jean-Fabien pour son roman Le journal d'un écrivain sans succès aux éditions Paul&Mike
- Prix de la poésie 2013 : Maram Al Masri pour son recueil Elle va nue, la liberté aux éditions Bruno Doucey